# Абендберг
Абендберг (нім. Abendberg «вечірня гора») — північно-східна гілка хребта Моргенберг, біля південно-східного берега Тунського озера в Бернському кантоні. Висота 1267 м.

## Лікарня
У 1840 році доктором Гуггенбюлем тут була заснована перша спеціалізована лікарня для хворих на кретинізм (була закрита після смерті засновника в 1863 р.).
Пізніше тут же існували медичні заклади для лікування овечої сироватки та свіжого повітря. В даний час Абендберг поряд з іншими горами регіону має туристичне значення.

## Події
- Blackmore's Night, концерт в Абендберзі 4 серпня 2000 року.

## Згадки у літературі
- М. А. Добролюбов, Вибрані листи. Видання підготував Ю. Г. Оксман. Серія "Літературні пам'ятки", М., "Наука", 1970. Лист 12. [1]